# Сульфатоцирконат натрію
Сульфатоцирконат натрію — біла або жовтувата кристалічна маса. Хімічна формула — Na4[Zr4(OH)6(SO4)7]•10H2O. Насипна маса 2,07 г/см3. Сульфатоцирконат натрію використовується у шкіряній промисловості для дублення шкір.
В Україні виробництво сульфатоцирконату натрію освоєно на Донецькому ХМЗ у 1966 році. Сульфатоцирконат натрію вироблявся шляхом змішування дицирконілу сірчаної кислоти з содою, внаслідок чого утворювався пастоподібний продукт. Виробничі потужності підприємства забезпечували випуск 80—100 т сульфатоцирконату натрію на рік.